# The Flowers
The Flowers (cinese semplificato: 花儿乐队; cinese tradizionale: 花兒樂隊; pinyin: Huār Yuèduì) erano una boy band pop rock e mandopop cinese. Il gruppo consisteva di quattro membri: il cantante, iniziale chitarrista e compositore Dà Zhāng Wěi (大张伟), il chitarrista Shí Xǐngyŭ (石醒宇), il bassista Guō Yáng (郭阳) ed il batterista Wáng Wénbó (王文博). Il gruppo ha debuttato nel 1998 ed ha pubblicato sei album, l'ultimo dei quali è uscito sul mercato il 29 settembre 2007.

## Storia
Soprannominata "La prima band adolescente della Cina", i Flowers erano appena adolescenti quando il loro gruppo ha debuttato nella scena musicale cinese, nel 1998. Inizialmente, la formazione del gruppo comprendeva Da Zhang Wei (voce, chitarra), Guo Yang (basso) e Wang Wenbo (batteria), ma nel 2001 si è inserito il nuovo membro Shi Xingyu alla chitarra. I tre membri originari si sono conosciuti durante gli anni del liceo, quando suonavano un pop punk dallo stile americano ed ispirato alla musica dei Green Day e dei Blink-182, ancora citati come ispirazioni musicali del gruppo. Il trio ha iniziato a suonare in bar e club locali, in un periodo in cui stava fiorendo la scena underground pechinese. Nel 1998 il gruppo ha firmato un contratto con un'etichetta indipendente di Pechino, la New Bees Music. Un anno dopo sarebbe stato pubblicato il loro primo album, On the Other Side of Happiness, che sfondò subito sul mercato, con sorpresa dei membri del gruppo, grazie a canzoni accessibili quali Stillness, Disillusion e School's Out.
Nonostante la loro musica non fosse abbastanza dura per essere definita punk rock, l'atteggiamento duro della band si rivelò durante un'azione legale durata due anni contro la loro prima compagnia, la New Bees Music. In seguito al processo, la band firmò un contratto con la più importante EMI ed inserì un nuovo membro nella formazione già esistente, il chitarrista Shi Xingyu. Il suo apporto fu significativo per il cambio di genere musicale che avrebbe avuto luogo nel gruppo.
La variazione di genere è ascoltabile nell'album del 2004 della band, I Am Your Romeo, che presenta influenze hip-hop e techno. La band sembrava ora quanto mai distante dalle sue vecchie radici punk, ma i testi delle canzoni rimangono duri e diretti, sebbene Zhang Wei avesse ammorbidito i toni per quanto riguarda le canzoni d'amore. La band segnò un ulteriore punto con il singolo Xi Shua Shua, che divenne una hit nella Cina continentale. Tale canzone, inclusa nel quinto album della band Blooming Dynasty, pubblicato a luglio del 2005, ha vinto anche diversi premi. L'album ha venduto circa 200 000 copie nei quaranta giorni dopo la sua pubblicazione, e i Flowers sono apparsi nello show di gala dedicato al Festival delle Lanterne della China Central Television. Il gruppo fu anche nominato nelle categorie "Migliore arrangiamento", "Miglior testo", "Miglior composizione" e "Miglior gruppo rock n' roll" ai Pepsi Music Chart Awards in Cina, ma a causa delle accuse di plagio la loro partecipazione alla cerimonia di premiazione fu cancellata.

### Lo scandalo del plagio
La crescente fama della band ha portato tutte le loro pubblicazioni sotto l'occhio attento dei critici, che non hanno tardato ad accusarli di plagio quando hanno scoperto che almeno 12 delle loro canzoni erano state copiate da artisti stranieri, tra cui Emperor's Favorite (da Fuori dal tunnel di Caparezza) e il famoso singolo Xi Shua Shua, praticamente identico alla canzone K2G del duo pop giapponese Puffy AmiYumi. Il cantante Zhang Wei e dei rappresentanti della casa discografica EMI hanno successivamente tenuto una conferenza stampa ufficiale, nella quale hanno ammesso che la canzone conteneva effettivamente degli spezzoni di K2G, sebbene non fosse stata plagiata. Per evitare dispute e problemi di autenticazione, i Flowers hanno deciso di stare lontani dalle cerimonie di premiazione musicale per tutto il resto dell'anno.

### La rissa
Nel 2007, la band è tornata sotto le luci della ribalta a causa di un altro scandalo. Durante una cena in un ristorante di Pechino, è scoppiata una discussione tra i membri che si è presto trasformata in una rissa, partita dal cantante Zhang Wei. Tutta la scena è stata ripresa da un uomo con un telefono cellulare. La EMI ha in seguito ammesso che c'è stata una disputa, nata perché i membri del gruppo avevano visioni diverse del nuovo album. Lo stesso Zhang ha dichiarato che, durante le registrazioni ed in seguito allo scandalo del plagio, tutto il gruppo si è sentito molto sotto pressione.

### Hua Ling Sheng Hui (dal 2007 al 2009)
Ma i Flowers avrebbero dopo breve tempo pubblicato il loro sesto album studio, Hua Ling Sheng Hui, conosciuto anche come Flower Age Pageant. Le canzoni in esso contenute si differenziavano dai precedenti lavori, in quanto presentavano tratti più tipici della musica popolare cinese con ballate, battute in levare ed elementi dance-pop. Nello stesso anno, i Flowers hanno ricevuto il premio come "Miglior band della Cina continentale" ai China Music Awards. Successivamente, i Flowers hanno scritto e suonato la versione cinese della canzone tema del musical della Disney High School Musical 2.

### Shi Xingyu lascia la band, lo scioglimento e le carriere soliste
A luglio del 2008 è stato annunciato dall'etichetta discografica che il chitarrista Shi Xingyu avrebbe lasciato il gruppo, dopo aver passato sette anni nella formazione. La band avrebbe poi tenuto delle audizioni a Pechino tra 50 partecipanti, il vincitore dei quali sarebbe stato il nuovo chitarrista dei Flowers ed avrebbe partecipato, oltre che alla registrazione di un nuovo album, anche ad un tour per il decimo anniversario del gruppo. Tuttavia, il 21 giugno 2009, i tre membri rimanenti hanno infine deciso di sciogliere la formazione e dedicarsi alle proprie carriere soliste. Da allora, il cantante Da Zhang Wei ha registrato e pubblicato un album solista.

## Formazione

### Da Zhang Wei
Da Zhang Wei, il cui nome di nascita è Zhang Wei, è nato il 31 agosto 1983 a Pechino. Le sue influenze musicali comprendono nomi quali Green Day, Ramones e Nirvana, mentre tra la sua musica preferita figurano blink-182, Geri Halliwell, Missy Elliott ed Eminem. Zhang Wei è apparso il 24 maggio 2007 a Pechino, in supporto del trio taiwanese S.H.E per la pubblicazione del loro decimo album, Play.

### Shi Xingyu
Shi Xingyu, soprannominato Xiao Yu (小宇), è nato l'11 gennaio 1983 ed è stato l'ultimo membro ad unirsi al gruppo, nel 2001. I suoi gruppi preferiti sono blink-182 e Smash Mouth.

### Guo Yang
Guo Yang è nato a Pechino il 29 maggio 1978 e, come il collega Da Zhangwei, si riferisce come ispirazione musicale a Green Day e Nirvana.

### Wang Wenbo
Wang Wenbo è nato il 22 ottobre 1982, sempre a Pechino. Tra le sue influenze musicali, figurano Green Day, The Cure e Nirvana.

## Discografia

### Album
- 1999–Next to Happiness (幸福的旁边, Xingfu de pangbian)
- 2001–Strawberry Statement (草莓声明, Caomei shengming)
- 2004–I Am Your Romeo (我是你的罗密欧, Wo shi ni de luomiou)
- 2005–Blooming Dynasty (花季王朝, Hua ji wang chao)
- 2006–Hua Tian Xi Shi (花天囍世)
- 2007–Flower Age Pageant (花龄盛会, Hua Ling Sheng Hui)

I Flowers hanno contribuito anche, con due canzoni, alla compilation del 2000 Flowers Birds Fish Insects (花鸟鱼虫).

### Singoli
- 2007–Qiong Kaixin (穷开心)